# القاوری نشتی
القاوری نشتی (انگلیسی: Leakage inductance) دلیل به وجود آمدن این پدیده بدین شرح است که در ترانسفورماتورها شاری که سیم‌پیچ اولیه تولید می‌کند به طور کامل از سیم‌پیچ ثانویه عبور نمی‌کند و بخشی از این شارها از طریق هوا به سیم‌پیچ اولیه بازمی‌گردد که باعث رخ دادن القاوری نشتی می‌شود. این پدیده علت اصلی اشتباه در محاسبات برقی است.